# Миньор 1919 (Перник)
„Миньор 1919“ е футболен отбор от Перник, България.
През сезон 2008/2009 отборът играе във В футболна група. Има развита детско-юношеска школа.